# Peter John Freyd
Peter John Freyd (nascut el 6 de febrer de 1936 a Evanston, Illinois) és un matemàtic americà, professor de la Universitat de Pennsilvània, conegut per la seva feina sobre la teoria de categories i per fundar la False Memory Syndrome Foundation.
Freyd potser és més conegut pel teorema de functors adjunts. Fou l'autor del llibre Abelian Categories: An Introduction to the Theory of Functors. Aquesta obra acaba amb proves del teorema de Freyd-Mitchell. A més, el nom de Freyd s'associa amb el polinomi de HOMFLYPT de la teoria de nusos, i ell i Scedrov van originar el concepte matemàtic d'al·legoria.
El 2012 va esdevenir fellow de l'American Mathematical Society.
Freyd i la seva dona Pamela van fundar la False Memory Syndrome Foundation el 1992, després que Freyd fos acusat d'abús sexual per la seva filla Jennifer. Freyd nega l'acusació.

## Publicacions
- Peter J. Freyd, Abelian Categories, an Introduction to the Theory of Functors. Harper & Row (1964).[6] Disponible en línia.
- Peter J. Freyd and Andre Scedrov: Categories, Allegories. North-Holland (1999). ISBN 0-444-70368-3.
- Freyd Peter J «Path Integrals, Bayesian Vision, and Is Gaussian Quadrature Really Good?». Electr. Notes Theor. Comput. Sci, 29, 1999.
- Freyd Peter J., O'Hearn Peter W., Power A. John, Takeyama Makoto, Street R., Tennent Robert D. «Bireflectivity». Theor. Comput. Sci, 228, 1–2, 1999, pàg. 49–76.